# Anoeme gahani
Anoeme gahani  (лат.) — вид жуков-усачей из подсемейства прионин. Распространён в Африке — Камеруне, Габоне, Кот д'Ивуаре и Республике Конго. Кормовым растением личинок является Pterocarpus soyauxii (африканский падук).